# Loredana Errore
Pour les articles homonymes, voir Loredana.
Loredana Errore, (née le 27 octobre 1984 à Bucarest, Roumanie) est une chanteuse italienne connue comme concurrente de la neuvième saison de l'émission Amici di Maria De Filippi, version italienne de l'American Idol. 
Son premier album est Ragazza occhi cielo (« Fille aux yeux du ciel »).

## Discographie

### Singles
- 2005 : House of Joy
- 2009 : Lame
- 2010 : Ragazza occhi cielo (ITA #3[5])
- 2010 : L'ho visto prima io
- 2010 : Oggi tocchi a me
- 2011 : Il muro (ITA #30[6])
- 2011 : Cattiva (ITA #38[7])
- 2011 : Che bel sogno che ho fatto
- 2012 : Una pioggia di comete